# Clarence Milton Bolds
Clarence Milton Bolds (* 25. August 1903 in Moundsville, West Virginia; † 1958) war ein US-amerikanischer Ingenieur und Arbeitnehmervertreter, der vom 14. Dezember 1947 bis 15. Juli 1950 die Exekutive im bayerischen Teil der US-Besatzungszone leitete.

## Leben
Clarence Milton Bolds war der Sohn von Lillian Pine und Otto Bolds. Von 1923 bis 1928 war er Partner im Maklerbüro Collins, Bolds & Collings. Von 1918 bis 1929 war er gelegentlich als angelernter Arbeiter, 1929 als Vorarbeiter und von 1930 bis 1939 als Bereichsvorarbeiter bei Deleo-Remy in Anderson, Indiana beschäftigt.
Von 1939 bis 1942 absolvierte er ein Abendstudium und war Kostenkalkulator sowie Produktionsingenieur bei Kelsey-Hayes, einem Reifenhersteller in Detroit. Von 1942 bis 1943 war er Arbeitnehmervertreter beim War Production Board. Von September bis Oktober 1943 besuchte er das Profos Fort Custer Training Center. Von Oktober bis Dezember 1943 besuchte er die Civil Affairs Training School an der Boston University. Ab Mai 1945 war er Oberst und Labor Officer des Detachment FIF3 in der McGraw-Kaserne, anschließend leitete er die Abteilung für Arbeitsfragen beim Regional Military Government (RMG) unter George S. Patton; ab Oktober 1945 wurde er Abteilungsleiter. Im Juni 1946 wurde er zum Major befördert und leitete die Abteilung abhängige Beschäftigte beim Office of Military Government, Bavaria.
Vom 14. Dezember 1947 bis zum 15. Oktober 1949 war er stellvertretender Landesdirektor der Militärregierung für Bayern; als solcher eröffnete er am 15. Juli 1949 die Internationale Handwerksmesse.
Vom 16. Oktober 1949 bis 14. März 1950 war er geschäftsführender Landeskommissar für Bayern. Vom 16. April 1950 bis zum 15. Juli 1950 war er Landeskommissar für Bayern. Vom 16. Juli 1950 bis 25. September 1950 war er Sonderberater für die Alliierte Hohe Kommission. Anschließend wurde er in die Vereinigten Staaten versetzt.